# Zusammenlegung von Polizei und Gendarmerie
Als Zusammenlegung von Polizei und Gendarmerie wird in Österreich die per 1. Juli 2005 durchgeführte Zusammenführung von Bundessicherheitswachekorps, Kriminalbeamtenkorps und der  Bundesgendarmerie zum einheitlichen Wachkörper Bundespolizei bezeichnet. Die von Medien und Bevölkerung benutzte Bezeichnung rührt daher, dass insbesondere die uniformierte Sicherheitswache und die Kriminalbeamten schon seit jeher als „Polizei“ bezeichnet wurden.
Es handelte sich laut Bundesministerium für Inneres um das größte Verwaltungserneuerungsprojekt in Österreich seit 1945. Im BMI befassten sich 32 zentrale Fachbereiche mit rund 1.600 Arbeitspaketen. Dazu kamen Umsetzungsteams in den Bundesländern. Rund 27.800 Dienstkräfte waren von der Reform betroffen, davon fast 15.000 Gendarmeriebedienstete, 10.400 Sicherheitswachebeamte, 2.000 Kriminalbeamte sowie fast 400 Verwaltungsbeamte und Vertragsbedienstete.
Den Anstoß zur Reform erfolgte am 31. März 2003 mit dem Auftrag an die vier Sektionsleiter des BMI unter der Leitung von Franz Lang wurde ein Projektkernteam mit der Bezeichnung „team04 – die neue exekutive“ eingerichtet. Dieses Team entwickelte den Projektstrukturplan. Im Juli 2003 war das Grobkonzept fertig und im März 2004 übergab das „team04“ dem damaligen Innenminister Ernst Strasser den Umsetzungsvorschlag mit der geplanten Aufbau- und Ablauforganisation des neuen einheitlichen Wachkörpers sowie sämtlichen Plänen. Eines der wichtigsten Ziele war es laut Konzept, „die bestmöglichen organisatorischen Voraussetzungen zu schaffen, um den Bürgern unseres Landes nachhaltig höchstmögliche öffentliche Sicherheit zu garantieren“. Noch im Jahr 2000 hatte Strasser eine Zusammenlegung von Polizei und Gendarmerie mit den Worten „Das ist so, wie wenn der Dalai Lama fordert, die katholische und die evangelische Kirche zusammenzulegen“, abgelehnt.
Es ergaben sich Herausforderungen insbesondere in rechtlicher, organisatorischer und politischer Hinsicht. Die rechtliche Grundlage für den neuen Wachkörper, eine umfangreiche Novelle des Sicherheitspolizeigesetzes, wurde vom Nationalrat am 9. Dezember 2004 und vom Bundesrat am 20. Dezember 2004 beschlossen. Dazu kamen Anpassungen in anderen Gesetzen sowie eine Reihe von Verordnungen. Am 1. Juli 2005 nahm die neue „Bundespolizei“ offiziell die Arbeit auf.
Die neue „Bundespolizei“ ist seitdem der einzige Wachkörper des BMI, „Dachorganisation“ ist die Generaldirektion für die öffentliche Sicherheit im BMI. In jedem Bundesland wurde ein Landespolizeikommando (LPK) eingerichtet, dem die Bezirks- und Stadtpolizeikommanden (BPK, SPK) unterstellt wurden. Darunter befinden sich Polizeiinspektionen (PI) und Fachinspektionen (Grenzpolizeiinspektionen, Diensthundeinspektionen, See- und Strompolizeiinspektionen, Polizeianhaltezentren). Heute gibt es in Österreich etwa 27.200 Polizisten. Der Frauenanteil beträgt über zehn Prozent, Tendenz steigend.
Es wurde im Zuge der Reform und Zusammenlegung zur neuen Bundespolizei versucht, das „alte“ Gendarmeriesystem, welches insbesondere in Hinsicht auf die Dienstverrichtung in der Bundeshauptstadt Wien als ungeeignet erschien, auf die Zuständigkeitsbereiche der ehemaligen Bundessicherheitswache überzustülpen. Mag dies im Bereich von Ausbildung und Ausrüstung auch funktioniert haben, so zeigte es sich, dass eine 1:1-Umlegung des Dienstsystems der Gendarmerie auf den städtischen Bereich die angebliche, aber in einigen Bereichen nicht vorhandene Flexibilität dieses Systems aufzeigte.
Durch den traditionell größeren Einfluss der Gendarmerie im Bereich des Innenministeriums war vorherzusehen, dass auch die Zusammenlegung unter der Federführung der ehemaligen Gendarmen vonstattengehen würde. Dies kann man auch daran erkennen, dass ein überwältigender Teil der Spitzenfunktionen innerhalb der neuen Bundespolizei von ehemaligen Gendarmen besetzt wurde. „Polizei steht drauf, Gendarmerie ist drin“ ist ein wahrer Ausspruch. Was dies für die Qualität der Arbeit, insbesondere im städtischen Bereich, bedeutete, zeigte auch die Einschätzung ehemaliger Spitzenbeamter, die zu ähnlichen Schlüssen kamen.